# 新演劇研究所
新演劇研究所（しんえんげきけんきゅうしょ）は、かつて存在した日本の劇団である。本項では後継の劇団「新演」（しんえん）についても記述する。

## 概要
1951年7月1日に新協劇団の演出部に在籍していた色川大吉が下村正夫、瓜生忠夫、土方与志を講師として発足した。当初、日本共産党の党本部と隣り合わせの木造の建物の2階を事務所・稽古場としていた。吉祥寺の前進座の稽古場で、新協劇団の研究生であった内田良平、杉浦直樹や大蔵省勤務の小松方正らに対して入所試験を行い、発足当時約60名の劇団研究生を集めた。
一時は、舞台芸術学院と並んで、昼間働きながら、夜間に学ぶ演劇学校としての役割を果たしており、医師免許を取得したばかりの女医・三條三輪（耳鼻咽喉科開業医、劇作家）も所属していた。
1952年に寺島幹夫、1957年に仲村秀生が入所し、演劇人の養成機関として注目を集め、劇団としても地方巡回公演に取り組む等、先行の職業劇団とも肩を並べるほどに成長したが、色川大吉が結核で倒れ、調整役から離れると、メンバーの男女関係や政治・演劇に対する考え方の違い等により対立が生じ、1958年に活動を停止し、解散した。1959年3月、劇団「新演」として再出発したが、1963年に劇団としての活動を停止した。
演出家としても活躍する吉沢京夫、劇団東演創立メンバーの笹山栄一、劇団芸術劇場創立メンバーの小林和樹、後に学校法人舞台芸術学園理事長、学長となる兼八善兼ら多くの個性的な演劇人を輩出した。同研究所の解散後は、内田良平、杉浦直樹が松竹に入り、小松方正、寺島幹夫らが大島渚の映画に出演する等、戦後の日本映画を支える俳優を世に送った。
2009年9月4日、彩の国さいたま芸術劇場の若手劇団「さいたまネクスト・シアター」の『真田風雲禄』公演に際して、芸術監督である蜷川幸雄が「若くて無名で才能のある俳優がそこにはいた」と同研究所をお手本となる存在として回顧するなど演劇史に足跡を残している。

## 公演の履歴
1952年3月29日・3月30日には第1回研究発表会を開催した。1953年1月、「真空地帯」（野間宏原作、鈴木政男脚色、下村正夫演出）を飛行館ホールで初演。出演は、内田良平、杉浦直樹、小松方正、寺島幹夫、小林和樹、笹山栄一ら20名で連日満員となった。以後、好評につき、4月21日から4月27日、第4回発表会として、新宿劇場で再演。さらに、毎日新聞社主催で、5月12日から5月17日まで毎日大阪会館、5月18日、京都弥栄会館で巡回上演。下村正夫は、この作品の演出により第6回毎日演劇賞を受賞した。
1953年12月10日から12月13日まで、第5回発表会として、日本青年館で「未亡人」（瓜生忠夫作・演出、林光音楽）。
1954年2月27日から3月4日まで、毎日大阪会館で関西第2回公演として。「未亡人」（毎日新聞社主催）。同年6月11日から6月15日関西第3回公演として、毎日新聞社主催の「検察官」（ニコライ・ゴーゴリ作・倉橋健訳、下村正夫演出）上演。6月19日から6月30日、第6回発表会として、飛行館ホールで同作品を上演。
1955年6月9日から6月22日、飛行館ホールで、第7回公演として、「サークルものがたり」（鈴木政男作、下村正夫演出、小林和樹・杉浦直樹出演）を上演。11月9日、早稲田大学・大隈講堂で同作を上演。
1956年6月19日から7月5日までと7月16日から7月18日まで、俳優座劇場で、第8回公演「どん底」（マキシム・ゴーリキー作、松本忠司訳、下村正夫演出、林光音楽、寺島幹夫・杉浦直樹出演）を上演。
1957年3月8日から3月31日、俳優座劇場で、第9回公演「持つということ ハンガリアの村の娘マリーの話」（ユリウス・ハイ作、千田是也訳、下村正夫演出、大谷旦振付、林光音楽、遠藤暁子、杉浦直樹、小松方正出演）。同年4月12日から4月21日まで同作品を大阪朝日会館で上演。

## 劇団「新演」設立
1959年3月、劇団「新演」として再出発。寺島幹夫、仲村秀生、速水一郎、吉沢京夫ら29人が参加した。内田良平や杉浦直樹は松竹の映画俳優になっており、小松方正は、フリーとして活躍したため、参加しなかった。
1960年10月9日公開の松竹映画「日本の夜と霧」（大島渚監督）に、寺島幹夫、速水一郎、吉沢京夫が出演した。松竹は公開から数日後に映画を上映中止。これを受けて、同映画を速水一郎が劇化し、吉沢京夫演出により、1961年6月15日から6月27日、新宿厚生年金会館ホールで上演した。
1960年11月5日にクランクインした松川事件の映画「松川事件」に、寺島幹夫が参加。
「楠三吉の青春」（大橋喜一作、吉沢京夫演出）を1961年4月25日から4月30日、俳優座劇場で上演。
敗戦直後、代々木練兵場で天皇に敗戦を詫びて大東塾の14名が割腹自殺を行った事件の劇化作品「草むす屍」（石崎一正作、左近允洋演出）を劇団新演第7回公演として、1962年8月15日から8月20日まで、新宿厚生年金会館ホールで上演。
1963年に劇団活動停止。